# Wágnerův index
Wágnerův index je charakteristika územní kompaktnosti státu. Jedná se o poměr skutečné délky hranic území (v případě přímořského státu se jedná o součet délky pobřeží s celkovou délkou hranice) a obvodu kruhu s plochou rovnou ploše území. Čím nižší index je, tím je větší územní kompaktnost.

## Vzorec
{\displaystyle I={\frac {L}{2{\sqrt {\pi S}}}}\,}
- I ... Wágnerův index
- L ... délka hranic
- S ... plocha území

### Příklady
- Spojené království – 7,08
- Česko – 2,33
- Izrael – 2,4
- Slovensko – 2,1
- Polsko – 1,8
- Rumunsko – 1,6
- Spojené státy americké – 1,08